# Tuukka Salonen
Tuukka Salonen (* 28. Februar 1977 in Turku) ist ein ehemaliger finnischer Fußballspieler. Er wurde vornehmlich als Stürmer eingesetzt.

## Biografie

### Karrierestart in Finnland (1989–2000)
Salonen begann das Fußballspielen 1989 in der Jugend seines Heimatvereins Turku PS. 1996 stieg er nach zwei Meisterschaften im U20-Bereich zur ersten Mannschaft auf und gab am 5. Mai 1996 sein Profidebüt gegen Finnairin Palloilijat Helsinki. Im selben Jahr erreichte seine Mannschaft das Pokalfinale, unterlag dort jedoch dem HJK Helsinki (3:4 n. E.). Für ein Jahr kickte er bei Hangö IK in der zweiten finnische Liga, wo sein Verein nach erfolgreicher Vorsaison nur auf dem achten Platz landete. Salonen erzielte dabei in dreizehn Spielen vier Tore. Es folgten weitere Saisons zurück bei Turku PS, für die er auf insgesamt 54 Partien (drei Tore) in der Veikkausliiga kommt. Dazu absolvierte er acht Spiele (vier Tore) beim unterklassigen Åbo IFK, einem ebenfalls in Turku ansässigen Verein, der damals als Reservemannschaft von Turku PS fungierte.

### Wechsel nach Deutschland (2000–2008)
Im Jahr 2000 ging Salonen schließlich nach Deutschland zur TSG Hoffenheim, die damals in der fünftklassigen Verbandsliga spielte. Seinen ersten Pflichtspieleinsatz für einen deutschen Verein im Profibereich hatte er für den damals drittklassigen SV Elversberg am 25. November 2000, als er bei einer 0:5-Niederlage seiner Mannschaft bei Carl Zeiss Jena rund eine halbe Stunde vor Spielende eingewechselt wurde. Bei seinen insgesamt acht Einwechslungen blieb Salonen torlos und er wechselte in die Oberliga Südwest zu Eintracht Bad Kreuznach. Dort wurde er mit 21 Toren in 32 Einsätzen zweitbester Torschütze der Liga. Infolgedessen verpflichtete ihn der damalige Oberligist FSV Frankfurt, zu dessen Stammpersonal in den Jahren 2003/04 sowie 2004/05 gehörte und in der Summe auf 55 Partien (17 Tore) kam. Nach durchwachsenen Engagements beim Süd-Regionalligisten 1. SC Feucht (23 Spiele, fünf Tore) und Nord-Regionalligisten Chemnitzer FC (22 Spiele, 2 Tore) in den Folgejahren kam zur Saison 2006/07 der Wechsel an den Niederrhein zum Oberligisten KFC Uerdingen 05. Dort wurde er 26 Jahre nach Seppo Pyykkö der zweite Finne der Vereinsgeschichte.
Nach einem gelungenen Start mit fünf Toren in den ersten sieben Spielen verlor Salonen bei einem Trainingsunfall seinen Ringfinger, als er versuchte, über ein Absperrungstor zu springen, und wegen seines Eherings an einem Hindernis hängenblieb. Für Uerdingen spielt Salonen letztlich insgesamt 59 Mal in der Oberliga Niederrhein (14 Tore), unter Trainer Aleksandar Ristić wird der gelernte Mittelstürmer in der Saison 2007/08 zeitweise als Mittelfeldspieler eingesetzt. Am 31. Spieltag derselben Saison riss Salonen beim Heimspiel gegen die zweite Mannschaft des 1. FC Köln das Kreuzband und er beendete seine aktive Fußballkarriere. Uerdingen stieg in die sechstklassige Verbandsliga ab.

### Nach der Profikarriere (2009-heute)
Unmittelbar nach seinem Karriereende übernahm Salonen zur Saison 2008/09 den Trainerposten der zweiten Mannschaft des KFC Uerdingen 05, seinem letzten Verein als Spieler, in der Kreisliga, im ersten Jahr gelang gleich der Aufstieg, im Folgejahr der Klassenerhalt. Im Jahr 2011 zog Salonen dann von Krefeld ins Geburtsland seiner Frau nach Kanada, der Publikumsliebling wurde im Rahmen eines KFC-Heimspiels von den Fans verabschiedet. Derzeit arbeitet Salonen als Trainer in einer Fußballschule in Kanada und trainiert Jugendmannschaften, wobei weiterhin Kontakte nach Krefeld bestehen.

## Sonstiges
Es gibt einen gleichnamigen finnischen Musiker (* 1984), der elektronische, improvisierte Avantgarde-Musik produziert.